# Przegląd Powiatowy
Przegląd Powiatowy – dwutygodnik, biuletyn informacyjny powiatu wrzesińskiego. Redakcja mieści się w budynku Starostwa Powiatowego we Wrześni, przy ulicy Chopina 10. Oprócz wersji papierowej dwutygodnik ukazuje się również online na platformie ISSUU. Dystrybuowany jest bezpłatnie.
Redaktorem naczelnym czasopisma jest Olga Kośmińska-Giera, a zastępcą Agnieszka Przysiuda-Zielkowska.